# Rúben Pereira
Rúben Pereira (Lisboa, 9 de janeiro de 1991) é um xadrezista português. Em 2016 se encontrava entre os dez melhores xadrezistas de Portugal, de acordo com o rating da FIDE.